# Folkrock
 Denne artikel bør gennemlæses af en person med fagkendskab for at sikre den faglige korrekthed.

Folkrock er en genrekombination af folkemusik og rockmusik. I sin tidligste og smalleste forstand refererer termen til en genre der opstod i USA og England i midt 1960'erne. Genren havde sit udspring omkring Los Angeles bandet The Byrds, der begyndte at spille elektriske versioner af traditionel og samtidig folk. Eksempelvis covernumre af Bob Dylan. Stilen havde enorm indflydelse på The Beatles, The Rolling Stones, Kinks og andre britiske bands.
Siden har genren udviklet sig til blandt andet country rock, elektronisk folk, keltisk rock mv.